# Giant GRB Ring

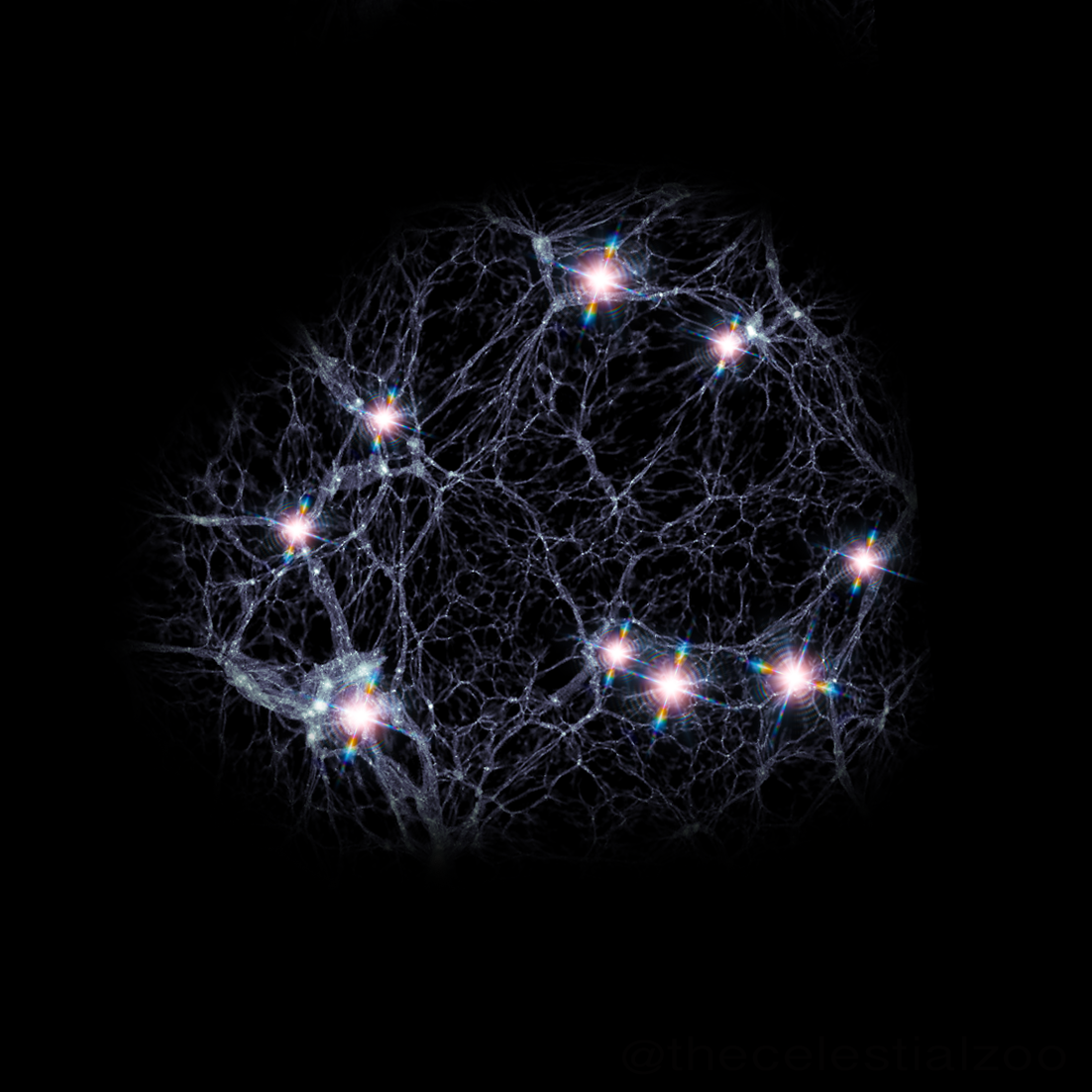
Representació artística de la Giant GRB Ring.

El Giant GRB Ring és una enorme estructura galàctica amb una extensió de 5,6 mil milions d'anys llum. El seu descobriment va ser anunciat a l'agost de 2015 per un grup d'astrònoms hongaresos i nord-americans, alguns dels quals van ser els descobridors l'any 2013 de l'estructura més gran mai trobada en l'Univers observable, coneguda comunament com a Gran Muralla d'Hèrcules-Corona Boreal, d'al voltant de 10 mil milions d'anys llum.
Tant el Giant GRB Ring com la Gran Muralla d'Hèrcules-Corona Boreal van ser descoberts a través del mapatge d'esclats de rajos gamma que succeeixen en àrees remotes de l'univers, utilitzant instruments situats a la Terra i satèl·lits en òrbita s'ha creat el Gamma Ray Burst Online Index, catàleg que recull esclats de rajos gamma registrats. D'aquesta manera, es van identificar 9 esclats de rajos gamma situats a una distància de la Terra entre 2672 i 2866 megaparsecs, i desplaçaments cap al roig 0,785 <z <0,859, bastant similars. Aquest grup d'esclats de rajos gamma, als quals corresponen el mateix nombre de galàxies, formen junts una estructura circular amb un diàmetre de 36°, que és equivalent a una extensió de 5.6 bilions d'anys llum. Les anàlisis estadístiques dutes a terme han conclós que aquesta configuració és molt probable que siga real ja que només hi ha una possibilitat en 20,000 que la distribució circular siga el resultat d'una oportunitat.
Òbviament, el descobriment del Giant GRB Ring, després de la Gran Muralla d'Hèrcules-Corona Boreal, planteja problemes sobre com explicar l'existència d'estructures de tals dimensions, en l'univers a gran escala, excedint el límit teòric de 1.200 milions d'anys llum, perquè contradiuen el principi cosmològic que creu, a tals magnituds, que l'Univers és homogeni i isòtrop. Com a alternativa a una estructura circular real, podria ser la projecció d'una esfera on les explosions de rajos gamma han ocorregut en un interval d'aproximadament 250 milions d'anys. Finalment, es va calcular la massa total del Giant GRB Ring, que s'estima en 1017 - 1018 masses solars en el cas d'una estructura d'anell, i 1018 - 1019 masses solars en el cas d'una esfera.
Es necessitaran més estudis per aclarir la naturalesa d'aquestes estructures, de les quals hi ha altres exemples, com el Huge-LQG de 4 mil milions d'anys llum, l'U1.11 de 2.5 mil milions d'anys llum, el Clowes–Campusano LQG, de 2 bilions d'anys llum i la Gran Barrera Sloan de 1,37 bilions d'anys llum.